# クレージーメキシコ大作戦
『クレージーメキシコ大作戦』（クレージーメキシコだいさくせん）は、1968年4月27日に公開された日本映画。植木等主演。アメリカ、およびオリンピック開催年であったメキシコでのロケを敢行した大作で、上映時間162分は東宝クレージー映画の中では最も長い。前年の『クレージー黄金作戦』に続き、一本立てで公開されたが、興行収入4億5000万円（『黄金作戦』比で約2億3000万円ダウン）、配給収入2億2500万円（同じく約1億1500万円ダウン）、観客動員数170万人（同じく約120万人の減少）と大きく落ち込み、東宝クレージー映画における大作路線は本作までとなった。

## あらすじ
ある日、メキシコ展に展示してあった石像が何者かによって盗まれてしまった。大酒飲みの酒森進（植木等）は美大生の恋人、村山絵美（浜美枝）に頼み石像の偽物を製作、一儲けをたくらんだ。しかしそれが元で同じく石像をめぐるトラブルに巻き込まれたヤクザの清水忠治（ハナ肇）、銀行員の鈴木三郎（谷啓）らと共にアメリカへ、更にはメキシコへ行く事になってしまう…。

## スタッフ

### 本編
- 監督：坪島孝
- 製作：渡邊晋、大森幹彦
- 脚本：田波靖男
- 撮影：内海正治
- 音楽：萩原哲晶、宮川泰
- 美術：竹中和雄
- 照明：小島正七
- 録音：増尾鼎
- スチール：石月美穂
- 編集：武田うめ
- 合成：三瓶一信
- 監督助手：浅野正雄、田中寿一、今村一平
- 製作担当：島田武治
- 衣裳デザイナー：柳生悦子
- 記録：野上照代
- 現像：東京現像所

### メキシコ国立劇場ショー
- 企画・構成：河野洋、田村隆
- 監督：小谷承靖
- 振付：小井戸秀宅

## 出演
- 酒森進：植木等
- 清水忠治：ハナ肇
- 鈴木三郎：谷啓
- 塚田刑事：犬塚弘
- 日系人ケン：桜井センリ
- 石山：石橋エータロー
- 留学生立原：安田伸
- 村山絵美：浜美枝
- 相川雪子：園まり
- マリア：アンナ・マルティン
- 中村博士：藤田まこと
- 秋本光子：大空真弓
- 由香利：春川ますみ
- 大和の女将：東郷晴子
- 鈴木うめ：浦辺粂子
- 大林令子：浦山珠美
- 大林常務：十朱久雄
- 伊沢：藤岡琢也
- 花岡平造：田武謙三
- 松村：中丸忠雄
- ベン・ケーシ：ハロルド・コンウェイ
- ルウ・コステロ：テッド・ガンサー
- アル：ミシェル・ウーハー
- 山賊の頭領：天本英世
- 山賊の子分A：広瀬正一
- 山賊の子分B：桐野洋雄
- コステロの子分A：草川直也
- コステロの子分B：オスマン・ユセフ
- 保護センター警官：人見明
- 大学病院の看護婦：豊浦美子
- ホステス：塩沢とき
- アルバイト学生（警備員）：加藤茶
- パトロールの警官：いかりや長介
- パトカーの警官A：荒井注
- パトカーの警官B：仲本工事
- パトカーの警官C：高木ブー
- 歌手A：ザ・ピーナッツ
- 歌手B：中尾ミエ
- マリアの恋人：沢田研二（ノンクレジット[4]）

## 挿入歌
「人生たかが二万五千日」
歌：植木等
作詞：田波靖男
作曲：萩原哲晶
「ウンジャラゲ」
歌：植木等
作詞：藤田敏雄
作曲：宮川泰
「あなたのとりこ」
歌：園まり
作詞：なかにし礼
作曲：平尾昌晃
「VIVA! CRAZY - シエリト・リンド(Cielito Lindo)」
歌：ハナ肇とクレージーキャッツ、ザ・ピーナッツ、中尾ミエ
作詞：河野洋
作曲：メキシコ民謡
「ハイウェイギンギラマーチ」
歌：植木等、ハナ肇、谷啓
作詞：田波靖男
作曲：宮川泰
「ギンギラマーチ」
歌：植木等、ハナ肇とクレージーキャッツ
作詞：田波靖男
作曲：宮川泰

## エピソード
- 前年に製作・公開された『クレージー黄金作戦』同様、長期間の海外ロケが実施されている。ただし劇中ではサンフランシスコ→タスコ→メキシコシティ→アカプルコと移動しているのに対し、撮影の順番はメキシコシティ→タスコ→アカプルコ→サンフランシスコと逆になっており、ロケ期間も約2週間と『黄金作戦』より長い。また、撮影に協力した航空会社は、『黄金作戦』などのパンアメリカン航空から日本航空になり、DC-8の機体や“鶴のマーク”の旅行バッグが映し出されるほか、「ジャルパック」などの商品名もセリフで登場する。
- 一連の東宝クレージー映画、および「作戦シリーズ」としては珍しく、殺人シーン[5]、ニワトリに（ダイナマイトという設定の）花火をくくりつけて火をつけ暴れさせるシーン[6]、植木・ハナ・谷が演じるグループが他のメンバーたちを裏切る描写[7]など、メインスタッフの入れ替えにより大幅な刷新を図った同年秋公開の『日本一の裏切り男』に先がけ、新機軸ともとれるシーンや描写が随所に散りばめられている。
- 劇中でクレージーの7人が揃って現地衣装のポンチョとソンブレロを身にまとう場面があるが、撮影の際は髭を付けていたせいで谷啓が現地人に間違われた、という逸話が残っている。
- サンフランシスコ・ロケではヒッピー街に赴き、そこで実際に50から60人ほどの本物のヒッピーをエキストラとして雇い撮影している。だが、スタッフや出演者一同もさすがに雰囲気が悪いと感じたせいか、予定よりも早く撮影を切り上げている。
- 本作の制作終了後、坪島孝監督は自らの意志により、クレージー映画の演出を一時離れた[8]。坪島監督がクレージーキャッツ関連作品の監督に復帰するのは、翌1969年9月に公開された谷啓主演作『奇々怪々 俺は誰だ?!』からで、1970年1月公開の『クレージーの殴り込み清水港』以降は（古澤憲吾監督の東宝退社もあり）、クレージー映画のメイン監督として、シリーズ終了まで腕をふるった。
- 上記の通り、本作の上映時間は東宝クレージー映画史上最長の162分であり、その全30作中で、中盤に“休憩”が設けられている唯一の作品となっている。